# Despujol
Despujol és un edifici de les Masies de Voltregà (Osona) declarat bé cultural d'interès nacional. El mas dona nom a un veïnat del municipi.

## Descripció
És una casa residencial de planta quadrada, amb planta baixa, dos pisos i golfes. La façana es troba orientada a llevant. En l'alçat el conjunt es pot dividir en tres cossos: un central amb coberta a dues vessants i carener paral·lel a la façana. A la seva dreta s'hi adossa un cos d'una altura menor, amb una eixida a tramuntana que devia ubicar l'antiga cisterna. A l'altre costat s'hi adossa una torre de planta quadrada que consta de planta baixa i dos altures, amb un gros escut al nivell de la segona planta. Es troba coberta a quatre vessants.
A la façana, pel que fa al cos central, es poden veure a l'altura del primer pis dos balcons d'arc de mig punt amb un escut de la família al centre. Una motllura separa aquests de dues finestres, també de mig punt, al nivell superior. A la seva dreta apareixen un balcó al primer pis i una finestra al segon aquesta vegada en forma allindada. En general els murs del conjunt presenten un gran nombre d'obertures, disposades regularment.
La construcció està realitzada principalment amb pedra, sobretot amb ús de còdols de riu. Les cobertes són de teula.
Té adossat una capella de nau única amb la façana orientada a llevant i la capçalera a ponent. És coberta amb volta de creueria marcada amb estuc policromat, marcant també cornises als murs de la nau.
El mur de tramuntana es troba adossat a la casa Despujol. Al mur de migdia s'hi obren finestres que recorden estil gòtic. La façana presenta un portal d'arc de mig punt amb el nom de Crist al centre i al damunt un òcul amb una campaneta i reixes de ferro forjat.
Des de la casa s'accedeix al cor, situat als peus de l'església. Fa temps que s'hi ha perdut el culte.

## Història
Aquests mas rep el nom d'una antiga domus que es trobava al pujol que ara li dona nom. Aquesta domus fou destruïda durant la guerra remença. El llinatge de Despujol apareix documentat des de 1187 i s'ha perpetuat fins a l'actualitat. La construcció actual és una obra d'època moderna i es troba al peu del mateix pujol, a llevant de la vila de Sant Hipòlit.